# Smeagol climoi
Smeagol climoi is een slakkensoort uit de familie van de Ellobiidae. De wetenschappelijke naam van de soort is voor het eerst geldig gepubliceerd in 1992 door Tillier & Ponder.